# Појнт Венчер (Тексас)
Појнт Венчер (енгл. Point Venture) град је у америчкој савезној држави Тексас.

## Демографија
По попису из 2010. године број становника је 800.
| Група             | 2000.    | 2010.       |
| Белци             | 0 (0,0%) | 710 (88,8%) |
| Афроамериканци    | 0 (0,0%) | 7 (0,9%)    |
| Азијати           | 0 (0,0%) | 8 (1,0%)    |
| Хиспаноамериканци | 0 (0,0%) | 66 (8,3%)   |
| Укупно            | 0        | 800         |